# Fell

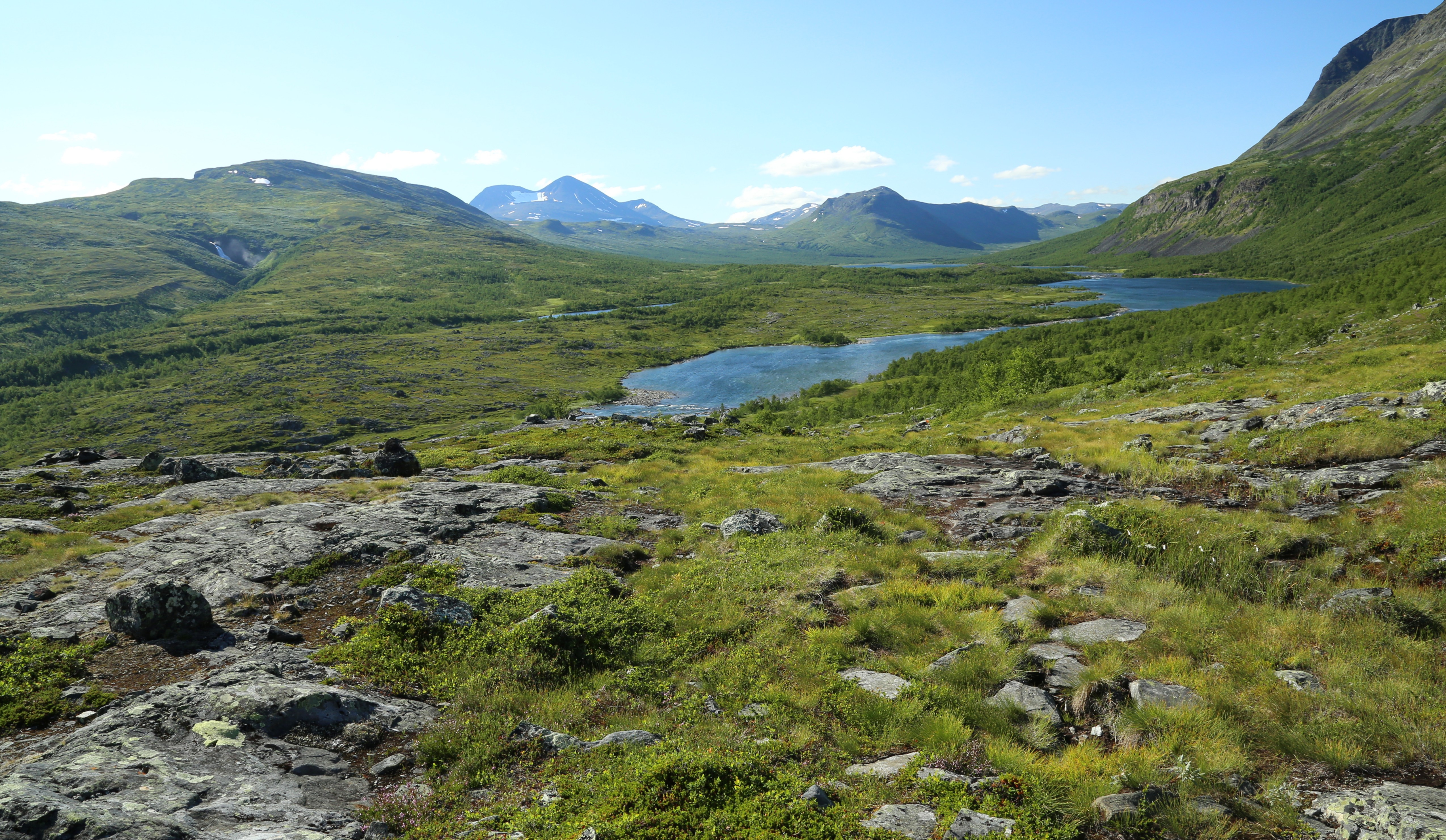
Krajina fjällů v Padjelantě, švédské Laponsko

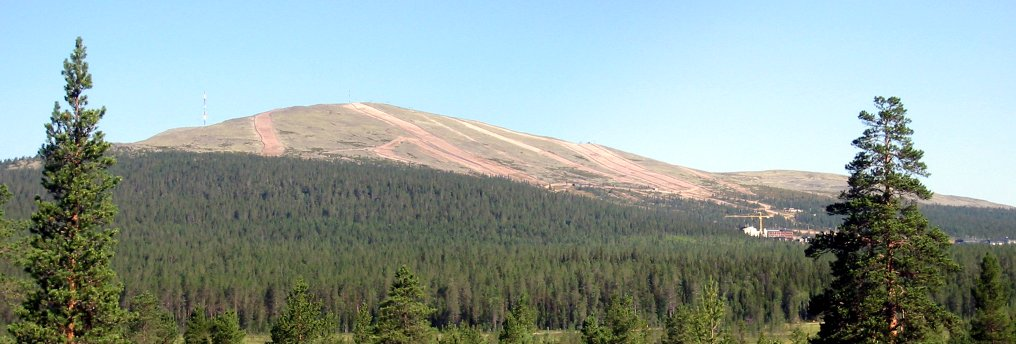
Ylläs fell v Kolari, ve finském Laponsku

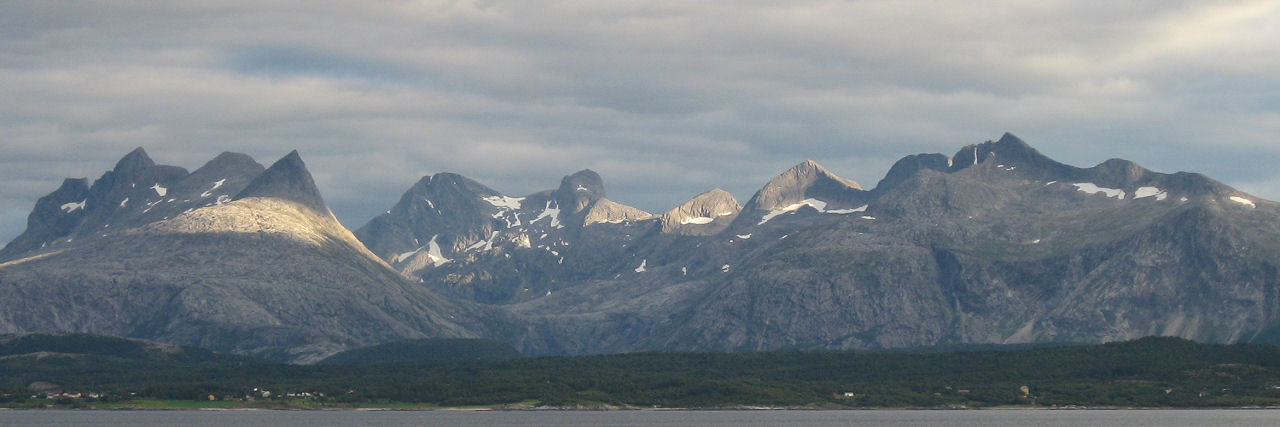
Børvasstindene v Norsku, nedaleko Bodø

Fell (ze staré severštiny fell, fjäll, „hora“) je vysoký a holý krajinný prvek, jako jsou například pohoří nebo vřesem pokryté kopce. Termín je nejčastěji používán ve Fennoskandinávii (Norsko, Švédsko, Finsko), na ostrově Man, v částech severní Anglie a ve Skotsku.

## Etymologie
Slovo fell pochází ze staroseverského fell a fjall (obě formy existovaly). Je příbuzné s dánským fjeld, faerským fjall a fjøll, islandským fjäll a fell, norským fjell s dialekty fjøll, fjødd, fjedd, fjedl, fjil, fil(l) a fel  a švédským fjäll; všechny odkazují na hory zvedající se nad alpinskou hranici lesa.

## Fennoskandinávie (Skandinávie)
V Norsku je fjell ve běžném použití obecně interpretován jako prostě jen vrchol větší nadmořské výšky než kopec, což vede k velkým místním rozdílům v tom, co je jako "fjell" definováno. Profesor geografie na univerzitě v Bergenu, Anders Lundeberg, shrnul problém tím, že uvedl, že "neexistuje žádná pevná a jednoznačná definice pojmu 'fjell'". Ivar Aasen definuje fjell jako "vysokou horu", primárně odkazující na horu, která dosahuje takové nadmořské výšky, kde už nerostou stromy; nižší berg jsou označovány jako "hory", "ås" (kopec, hřeben) nebo "hei" (rašeliniště, vřesoviště). Pevný výraz til fjells označuje hory (nebo horské oblasti) jako souhrn, nikoliv určitá lokalita nebo specifický vrchol. Podle Ivaru Aasena hora odkazuje na útesy, skalní útvary a významné vyvýšeniny povrchu podložené skalním podložím; berg také odkazuje na látku podloží. Pro všechny praktické účely může být "fjell" přeloženo jako "hora" a norština nemá pro horu jiné běžně používané slovo.
Ve Švédsku se výrazem "fjäll" rozumí jakákoli horská oblast nebo hora dostatečně vysoká na to, aby na vrcholu les přirozeně nepřežil, v podstatě jde o horskou tundru. "Fjäll" se používá především pro popis hor v Severských státech, ale také obecněji popisuje hory tvarované masivními ledovými vrstvami, především v arktických a subarktických oblastech.
Ve finštině se hory charakteristické pro oblast Laponska nazývají tunturi (množné číslo: tunturit ). Ve finštině se zeměpisný termín vuori používá pro nedávno vyzdvižené hory a rozeklaný terén s trvalými ledovci, zatímco tunturi označuje starý, vysoce erodovaný, jemně tvarovaný terén bez ledovců takový, jaký se nachází ve Finsku. (Stejně tak se také tunturi se používá při odkazování se na planiny bez stromů ve vysokých nadmořských výškách v dalekých severních oblastech.) Jsou tam zaoblené skalní suky, které vystupují z jinak plochého prostředí. Hory ve finském Laponsku dosahují výšek až 400 a 800 metrů, kdy horní hranice jsou už nad hranicí lesa. Ty, které nedosahují hranice lesa, jsou na druhé straně označovány jako vaara. Hory ve finském Laponsku tvoří zbytky pohoří Karelidy, které se vytvořilo před dvěma miliardami let. Termín tunturi původně slovo omezené na dialekty na daleké severu finštiny a karélštiny, je výpůjčka ze sámštiny, srovnej proto-sámské * tuontër, jihosámské doedtere, severosámské duottar, inaruskou sámštinou tuodâr "vrchoviny, hory, tundra", kildinskou sámštinou tūndâr, což znamená "vrchoviny, horský horské plochy bez stromů" a je příbuzný finskému tanneru  "tvrdá půda". Z tohoto sámského slova je také vypůjčeno slovo tundra (přes ruštinu).  

### Förfjäll
Termín förfjäll (doslova "před fellí") se používá ve Švédsku, kde označuje horské oblasti, které jsou menší a méně rozeklané, než je vlastní felly. Na druhou stranu jeho výraznější reliéf, často vyšší množství plošin a souvislé údolní útvary odlišují förfjäll také od zvlněného kopcovitého terénu (bergkullsterräng) a od rovin se zbytkovými kopci (bergkullslätt). Obecně platí, že förfjäll nepřesahuje výšku 1000 m n. m. Jako geomorfologická jednotka se förfjäll rozkládá ve Švédsku jako 650 km dlouhý a 40 až 80 km široký pás od Dalarny na jihu až po Norrbotten na severu.

## Britské ostrovy

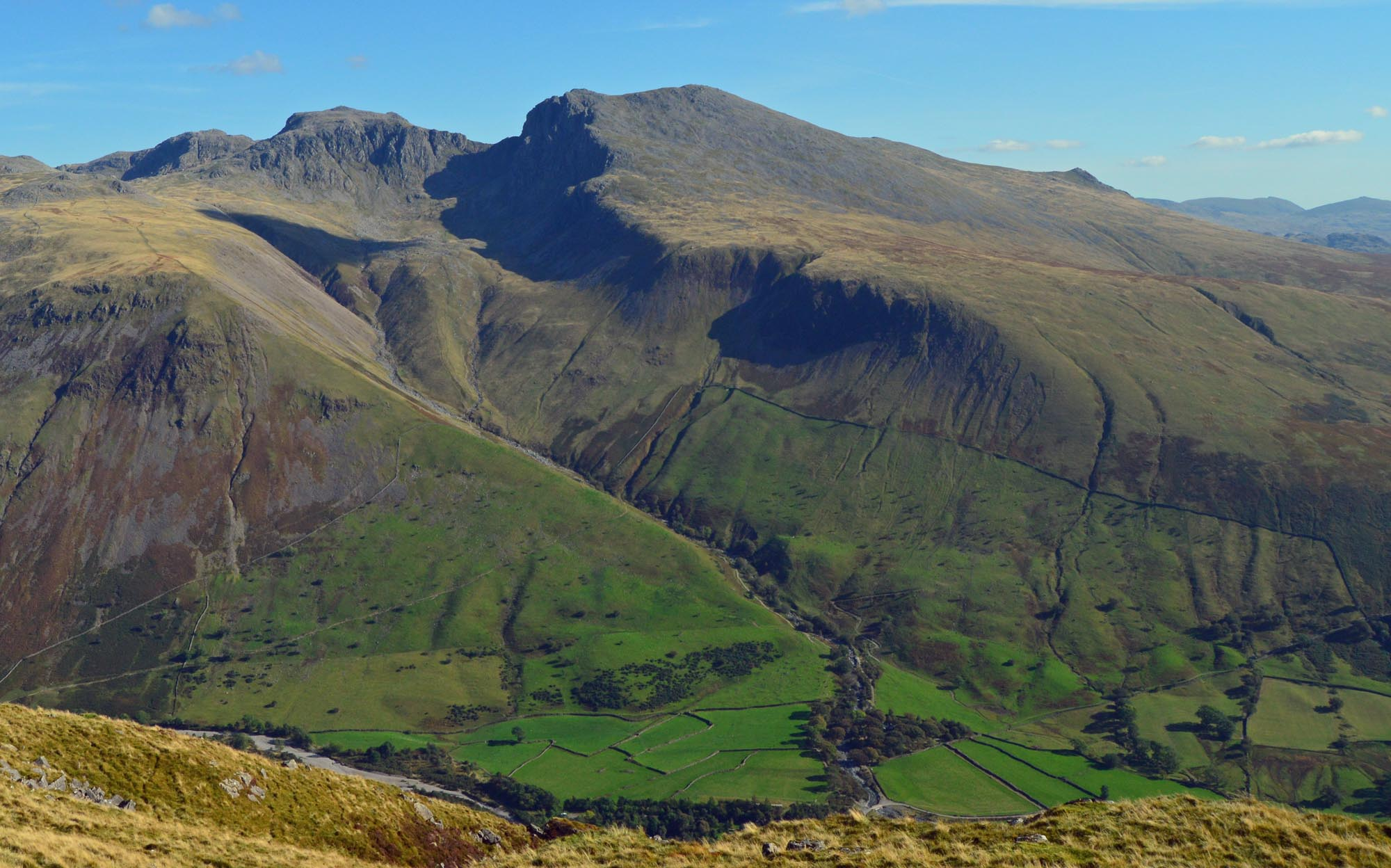
Pohled na masiv Scafell z Yewbarrow, Wasdale, hrabství Cumbria. V údolí se nacházejí starší ohrazené pozemky a výše na straně fellu jsou vybrané ohrady vedoucích po přímkách bez ohledu na terén.

V severní Anglii, zvláště v regionu Lake District a v Peninských Dales, slovo "fell" původně odkazovalo na oblast nekultivovaného vysokého terénu používaného jako společná pastvina obvykle na společné půdě a nad hranicí lesa. Dnes obecně slovo "fell" odkazuje na hory a kopce v Lake District a Pennine Dales.
Názvy, které původně odkazovaly na oblasti pastvin, byly použity na tyto kopce. To je např. případ Seathwaite Fell, který byl společnou pastvinou využívanou zemědělci Seathwaite. Označuje cestu od sídla na fell (viz např. fotografie), jako v případě Seathwaite Fell. V ostatních případech je pravý opak; například jméno Wetherlam v Coniston Fells, i když chápáno jako odkaz na horu jako celek, přísně mluví o vrcholu; svahy mají názvy jako Tilberthwaite High Fell, Low Fell a Above Beck Fells.

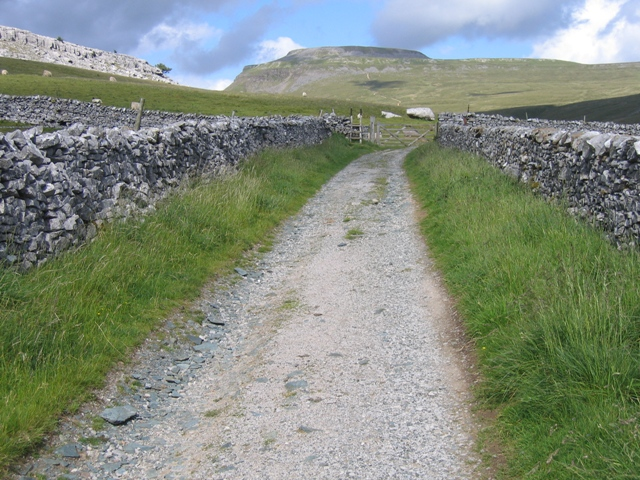
Fell Lane, poblíž Ingletonu směrem k fellu a Ingleborough, severní Yorkshire, Anglie

Slovo "fell" se také používá v jménech různých plemen hospodářských zvířat, chovaných pro život na vysočinách, jako jsou ovce Rough Fell, pes Fell Terrier a poník Fell ponies.
Také se vyskytuje v mnoha místních jménech v severní Anglii, často připojený ke jménu společenství; tedy okresu Cartmel Fell.
V severní Anglii existuje titul Pán fellů - tento starobylý aristokratický titul je spojen s pány z Bowlandu.
Jako nejhorštější oblast v Anglii je oblast Lake District nejblíže spojena se sportem horský běh (v Anglii fell running), který bere jeho jméno z fellů v oblasti. "Fellwalking" je také výraz používaný místně pro činnost známou ve zbytku Velké Británie jako hillwalking (chůze po kopcích).
Slovo "fell" má také omezené využití ve Skotsku, například v Campsie Fells ve středním Skotsku, severovýchodně od Glasgow. Jedním z nejznámějších příkladů použití slova "fell" ve Skotsku je Goat Fell, nejvyšší bod na ostrově Arran. Criffel a nedaleký Long Fell v Galloway mohou být viděny ze severu Lake District v Anglii. Peel Fell v lesní plantáži Kielder Forest leží na hranici mezi skotskou oblastí Scottish Borders na severu a anglickým hrabstvím Northumberland na jihu.